# Christ Among the Primitives
Christ Among the Primitives (deutsch Christus unter den Primitiven, italienisch Cristo tra i Primitivi) ist ein italienischer Dokumentar-Kurzfilm von Vincenzo Lucci-Chiarissi aus dem Jahr 1953. Der Film war für einen Oscar nominiert.

## Inhalt
Lucci-Chiarissi zeichnet in seinem Film anhand primitiver Skulpturen die Entwicklungsgeschichte der Menschheit nach, wobei deren Anfänge sich vor allem in religiösen Motiven widerspiegeln. Primitiv bedeutet etymologisch „uranfänglich“. Auch spätere Künstler ließen sich von der primitiven Kunst der Naturvölker inspirieren. Die Kunst der Naturvölker orientierte sich an den verschiedenen Religionen, denen die Skulpturen ein Gesicht verliehen. Christus gab den Menschen jeder Couleur das Gefühl, wertvoll zu sein. 

### Auszeichnung
Oscarverleihung 1954
- Nominierung für Vincenzo Lucci-Chiarissi in der Kategorie „Bester Kurzfilm“ (1 Filmrolle).
Die Trophäe ging jedoch an Johnny Green und den Musikfilm Overture to The Merry Wives of Windsor.[2]